# Tournan, Gers
Tournan är en kommun i departementet Gers i regionen Occitanien i sydvästra Frankrike. Kommunen ligger i kantonen Lombez som tillhör arrondissementet Auch. År 2022 hade Tournan 178 invånare.

## Befolkningsutveckling
Antalet invånare i kommunen Tournan
Referens:INSEE